# Schwerbehinderter
Schwerbehinderter ist ein Begriff zur Bezeichnung von Menschen mit einer hochgradigen Behinderung.
Im Jahr 2023 gab es in Deutschland rund 7,9 Millionen schwerbehinderte Menschen. Dies entspricht 9,3 Prozent der Gesamtbevölkerung.

## Deutschland

### Definition
Menschen sind nach § 2 Abs. 1 und 2 SGB IX schwerbehindert, wenn ihre körperliche Funktion, geistige Fähigkeit oder seelische Gesundheit mit hoher Wahrscheinlichkeit länger als sechs Monate von dem für das Lebensalter typischen Zustand abweichen und daher ihre Teilhabe am Leben in der Gesellschaft beeinträchtigt ist, wenn bei ihnen ein Grad der Behinderung (GdB) von wenigstens 50 vorliegt und wenn sie ihren Wohnsitz, ihren gewöhnlichen Aufenthalt oder ihre Beschäftigung auf einem Arbeitsplatz im Sinne des § 156 rechtmäßig im Geltungsbereich dieses Gesetzbuches haben.
Der Grad der Behinderung, nicht zu verwechseln mit „Minderung der Erwerbsfähigkeit“ (MdE), wird auf Antrag durch die nach Landesrecht zuständigen Behörden festgestellt, die gegebenenfalls den Schwerbehindertenausweis ausstellen.

### Schutz und Förderung
Schwerbehinderte genießen besonderen Schutz und Förderung im Arbeitsleben. Nach dem Gesetz zur Bekämpfung der Arbeitslosigkeit Schwerbehinderter vom 27. September 2000 müssen Arbeitgeber mit mehr als 20 Arbeitsplätzen wenigstens fünf Prozent davon für Schwerbehinderte bereitstellen. Andernfalls ist eine monatliche Ausgleichsabgabe von bis zu 720 Euro (Stand 2025) für jeden nicht beschäftigten Schwerbehinderten zu entrichten.
Schwerbehinderte haben ferner besonderen Kündigungsschutz, steuerliche Vorteile (insbesondere den Behindertenpauschbetrag), bei besonders schweren Behinderungen auch Vergünstigungen bei der Beförderung im öffentlichen Personenverkehr und auf Antrag die Ermäßigung des Rundfunkbeitrags. Die Rechtsgrundlage bildet das SGB IX.
Im Jahr 2009 gab es große Fortschritte für das Recht der Pflege von Schwerbehinderten in ihrem Zuhause mit ausreichender finanzieller Förderung. Im IHP3, Handbuch zur individuellen Hilfeplanung, des Landschaftsverbandes Rheinland wurde ein trägerübergreifendes persönliches Budget für Schwerbehinderte definiert. Damit wird eine konkrete Hilfeplanung eben auch für zuhause – und nicht nur im Heim – garantiert.
Das IHP3 basiert auf den Richtlinien des aktualisierten SGB aus dem Jahr 2009. Die Weltgesundheitsorganisation (WHO) verabschiedete im Mai 2001 das Recht auf selbstbestimmtes Leben für Schwerbehinderte. Dieses Recht ist vor der UN einklagbar. Es fand in der europäischen und deutschen Gesetzgebung nach der Ratifizierung (2008) im Jahr 2009 Eingang in das deutsche Sozialgesetzbuch (SGB).

### Statistik
Der Anteil von Frauen und Männern an Schwerbehinderungen liegt (Stand: 2023) jeweils bei rund 50 Prozent. 91 Prozent sind durch Krankheit verursacht, rund 3 Prozent waren angeboren oder traten im ersten Lebensjahr auf. Ein Prozent wurden durch Unfall oder Berufskrankheit verursacht. Die übrigen Ursachen summieren sich auf 5 Prozent. Fast 80 Prozent der Schwerbehinderten sind über 55 Jahre alt.
58 Prozent der schwerbehinderten Menschen hatten eine körperliche Behinderung: Bei 26 Prozent waren innere Organe bzw. Organsysteme betroffen, bei 11 % Arme und/oder Beine, bei 10 % Wirbelsäule oder Rumpf. Bei jeweils 4 Prozent lag eine Blindheit/Sehbehinderung oder eine Schwerhörigkeit/Gleichgewichts-/Sprachstörung vor. Der Verlust einer oder beider Brüste war für 2 % Grund der Schwerbehinderung. Geistige oder seelische Behinderungen hatten insgesamt 15 % der schwerbehinderten Menschen, zerebrale Störungen lagen in 9 % der Fälle vor. Bei den übrigen 19 % war die Art der schwersten Behinderung nicht ausgewiesen.
Bei 22 Prozent war der höchste Grad der Behinderung (100 Prozent) festgestellt worden.

### Veränderungen
Im Mai 2010 veröffentlichte der Sozialmediziner Dieter Schneider eine Studie, die auf Daten des Statistischen Landesamtes Nordrhein-Westfalen basiert und beschreibt, wie sich die Anerkennung von Schwerbehinderungen nach der Auflösung der zentralen Versorgungsämter 2008 verändert hat. Schneider: „Die Auflösung der Versorgungsämter führt zu einer ungleichen Behandlung behinderter Menschen in NRW“. Offenbar haben einige finanzschwache Kommunen seit 2008 weniger Schwerbehinderungen anerkannt als vor der Reform. Z. B. ging in Duisburg die Zahl um 6,5 Prozent zurück.